# Att leva är att fråga
Att leva är att fråga är en psalm med text och musik skriven 1972 av prästen Tore Littmarck.

## Publicerad i
- Psalmer och Sånger 1987 som nummer 577 under rubriken "Att leva av tro - Sökande - tvivel".[2]
- Verbums psalmbokstillägg 2003 som nummer 732 under rubriken "Vittnesbörd - tjänst - mission".[1]